# Split Intersection

Split intersection

Eine Split Intersection (aufgeteilte Straßenkreuzung) ist ein selten gebauter Verkehrsknoten und die höhengleiche Variante der Autobahnanschlussstelle mit Parallelrampen, die auch als „Raute“ oder „Holländerrampen“ mit geweiteten Rampen bezeichnet wird. Gegenüber einem herkömmlichen vierarmigen Verkehrsknoten oder einer Straßenkreuzung wird die Hauptverkehrsrichtung in Richtungsfahrbahnen wie bei autobahnähnlichen Straßen, nur mit einem Abstand zwischen 60 und 100 Metern aufgeteilt, um Linksabbiegern ohne Konflikt mit dem Gegenverkehr das Einfahren in die Nebenrichtung (kreuzende Straße) zu ermöglichen. Die Nebenrichtung erhält dabei eine zweite Straßenkreuzung. Der vierte Arm der beiden Kreuzungen ist eine wegführende Einbahnstraße der Hauptrichtung, wodurch der vierte Konflikt, vergleichbar mit einer T-förmigen Abzweigung, entfällt und der Verkehrsfluss der Hauptrichtung verbessert wird.

## Gebaute Verkehrsknoten dieses Typs

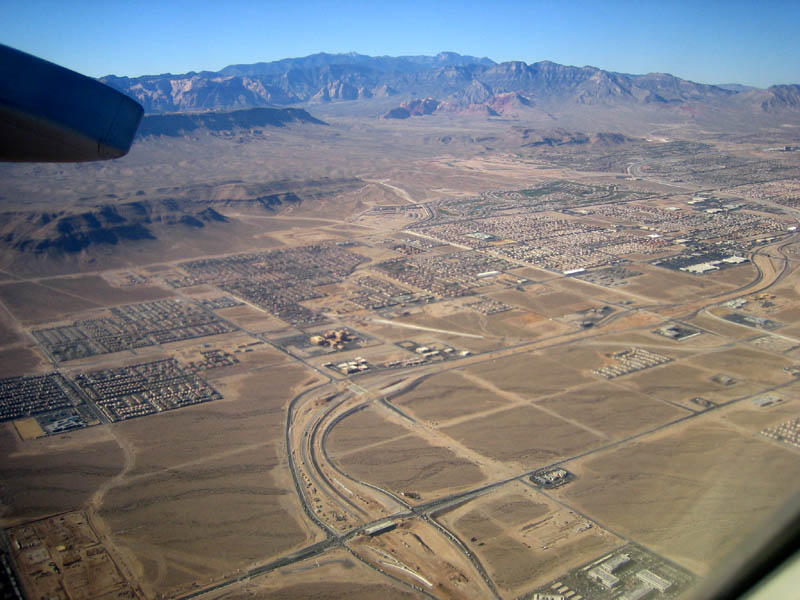
Im Jahr 2006 temporär gebaute Split Intersections auf dem Interstate-215-Beltway in Las Vegas, die später zu Anschlussstellen umgebaut wurden.

- Zwischen Legacy Drive und Preston Parkway in Plano (Texas), mit Texas-U-turn-Wenderampen, 33° 4′ 15″ N, 96° 47′ 46,5″ W.
- Zwischen dem New Dallas Highway (US-77) und dem E. Industrial Boulevard (TX-340) in Lacy Lakeview (Texas), 31° 36′ 19,3″ N, 97° 6′ 39,4″ W.
- Zwischen Stock Road und Winterfold Road in Perth (Australien).
- Es war nach Baubeginn des Mountain View Corridor (Utah State Route 85) der gebräuchlichste Knotentyp, der durch höhenfreie Knoten ersetzt wird.

## Town Center Intersection

Town Center Intersection (TCI)

Die Town Center Intersection (TCI) (dt. in etwa ‚Innenstadtkreuzung‘) ist der Split Intersection sehr ähnlich, indem sie ebenso die Nebenrichtung aufteilt und damit zwei Hauptrichtungen bildet. Dies reduziert die Konflikte jedes der vier entstandenen Knoten auf zwei Verkehrsrichtungen.
Ihre häufigste Verwendung sind die gitterartig verlaufenden Einbahnstraßen der Innenstädte oder einer Quadratestadt.
Die teilhöhenfreien Varianten der TCI sind die Drei-Etagen-Raute, auch „Volleyball“ genannt, und die Split Diamond Interchange, die in etwa als „geteilte Raute“ bezeichnet werden kann und nur zwei Etagen und eine Hauptrichtung hat.